# اندر گاگو
اندر گاگو (انگلیسی: Ander Gago؛ زادهٔ ۱۰ سپتامبر ۱۹۸۴) بازیکن فوتبال اهل اسپانیا است.
از باشگاه‌هایی که در آن بازی کرده‌است می‌توان به باشگاه فوتبال اتلتیک بیلبائو بی و باشگاه فوتبال رئال مورسیا اشاره کرد.